# Un hermano y su hermana pequeña
Un hermano y su hermana pequeña (兄とその妹 Ani to sono imoto?) es una película japonesa de comedia dramática de 1939 escrita y dirigida por Yasujirō Shimazu.

## Sinopsis
Mamiya, que trabaja como oficinista, suele llegar tarde a casa después de jugar al go con su jefe, el Sr. Arita. No solo su esposa Akiko y su hermana menor Fumiko, que vive con ellas, comentan esto, sino que su hábito también es el tema de conversación entre sus compañeros. Su envidioso colega, Yukita, conspira contra él a sus espaldas alegando que Mamiya es un informante de Arita.
Arita le pide a Mamiya que negocie entre su sobrino Michio y Fumiko, a quien Michio quiere proponerle matrimonio. Cuando Fumiko, muy segura de sí misma, rechaza la propuesta, Mamiya acepta su decisión, pero Yukita corre el rumor de que Mamiya usa a su hermana para apaciguar a Arita.
El día de su ascenso a jefe de departamento, el excontador Hayashi ataca a Mamiya, a quien Yurita le hizo creer que había perdido su puesto por sus denuncias. Cuando se revela el plan de Yukita, Mamiya lo abofetea y renuncia a su trabajo. Mamiya, sin saber cómo comunicarle la mala noticia a Akiko, visita a su antiguo colega Utsumi, quien ahora dirige su propia empresa. Utsumi le ofrece trabajar para él en Manchuria, ya que su empresa está en expansión. Este acepta y se muda a Manchuria con su esposa y su hermana.

## Reparto
- Shin Saburi como Keisuke Mamiya
- Kuniko Miyake como Akiko Mamiya
- Michiko Kuwano como Fumiko
- Ken Uehara como Michio Arita
- Reikichi Kawamura como Fujio Gyoda
- Ryōtarō Mizushima como Soroku Shimura
- Chishū Ryū como Seisaburo Utsumi
- Ichirō Sugai como Kiyoshi Arakawa
- Takeshi Sakamoto como el Sr. Arita

## Recepción y legado
La película se estrenó en Japón el 1 de abril de 1939 y ocupó el cuarto puesto en la lista que anualmente elabora la revista de cine Kinema Junpo de las diez mejores películas japonesas de ese año.
Junto con Nuestra vecina, la señorita Yae (1934), se considera una de las películas más importantes de Shimazu y una obra representativa del género Shomin-geki de la década de 1930, género que intenta describir de manera realista la vida cotidiana de la gente de clase media.
En años posteriores, la película se ha exhibido en museos de cine e instituciones como el Museo de Arte de Berkeley y el Archivo de Cine del Pacífico en 1985 y el Museo de Arte Moderno de Nueva York en 2022.